# Paul Ben-Haim
Paul Ben-Haim (hebrejski: פאול בן חיים‎, München, Njemačka, 5. srpnja 1897. – 14. siječnja 1984.) bio je izraelski skladatelj.
Rođen je kao Paul Frankenburger u Münchenu u Njemačkoj. Bio je dirigentom pomoćnikom Brunu Walteru i Hansu Knappertbuschu od 1920. do 1924. 
Radio je kao dirigent u Augsburgu od 1924. do 1931., a nakon toga se posvetio predavanju i skladanju.
Emigrirao je u Palestinu 1933. godine. Ondje je hebrejizirao svoje prezime, postavši izraelskim državljaninom nakon uspostave židovske države 1948.
U Izraelu je postao središnjom osobom glazbenog života. Zahvaljujući svojim brojnim djelima, stekao je međunarodni ugled, što mu je na koncu donijelo mjesto u muzikološkoj leksikografiji.
Skladao je komornu glazbu, djela za zborove, orkestre, solo instrumente i pjesme.
„Mediteranski stil” je, kako se smatra u glazbenoj znanosti, stil koji je začeo Ben-Haim. Navedeni stil je mješavina kasnoromantičarskih shvaćanja i utjecaja izvorne židovske folklorne glazbe, slično Ernestu Blochu.
Dobitnik je „Izraelske nagrade”   za glazbu 1957. godine.

## Vanjske poveznice
- Diskografija  Arhivirana inačica izvorne stranice od 3. siječnja 2008. (Wayback Machine)